# Малюк Вадим Андрійович
Вадим Андрійович Малюк (нар. 29 травня 1995, Україна) — український футболіст, захисник.

## Життєпис
З 2014 по 2016 рік грав за чернігівську «Десну».